# IC 4334
IC 4334 ist eine linsenförmige Galaxie vom Hubble-Typ S0/R im Sternbild Jagdhunde am Nordsternhimmel. Sie ist schätzungsweise 523 Millionen Lichtjahre von der Milchstraße entfernt und hat einen Durchmesser von etwa 75.000 Lichtjahren. 
Das Objekt wurde am 3. Juli 1896 von Stéphane Javelle entdeckt.